# Амрум (маяк)
Амрум (нем. Leuchtturm Amrum) — действующий маяк Северного моря, расположенный в Германии на одноимённом острове.
Маяк Амрум расположен в южной оконечности полумесяца острова Амрум, приблизительно в двух километрах к западу от коммуны Витдюн, но находится под юрисдикцией другой коммуны — Небель.
Решение о строительстве маяка на 25-метровой скале было принято в 1872 году, а на следующий год были начаты работы по его возведению. Сама башня составляет 41,8 метра в высоту, а в совокупности со скалой высота достигает 67,4 метра над уровнем моря, что позволяет видеть его огни с расстояния до 23,3 морских миль.
Маяк является одной из достопримечательностей острова-курорта и в течение всего летнего сезона открыт для туристов.

## Галерея
- Лампа маяка
- Маяк вечером
- Маяк утром